# 1186 Turnera
Az 1186 Turnera (ideiglenes jelöléssel 1929 PL) a Naprendszer kisbolygóövében található aszteroida. Cyril Jackson fedezte fel 1929. augusztus 1-én, Johannesburgban.